# 凡妮莎·馬克斯
凡妮莎·馬奎斯（英語：Vanessa Marquez，1968年12月21日—2018年8月30日），美國女演員。她最出名是在《仁心仁術》的首三季中飾演護士Wendy Goldman。她是ACTRA的成員。

## 個人生活
馬奎斯曾患有抑鬱症、強迫症和購物成癮。2005年A＆E的節目《Intervention》中記錄了她對購物成癮的掙扎。

### 逝世
2018年8月30日，馬奎斯在她位於加州南帕薩迪納的家中發生事故後，被警察擊斃。當局曾打了電話到她的家中進行社福檢查，並發現馬奎斯有癲癇發作，而且患有精神健康的問題。在與當局進行了90分鐘的談話，其中包括一名洛杉磯縣心理健康人員的介入後，她用一支看起來像手槍的東西指著警察，警察便開火。後來才發現只是一把BB槍。